# Wilhoit (Oregon)
Wilhoit az Amerikai Egyesült Államok Oregon államának Clackamas megyéjében elhelyezkedő önkormányzat nélküli település.
A posta 1882 és 1928 között működött. Itt található a Wilhoit Springs Park.